# Ideoblothrus fenestratus
Ideoblothrus fenestratus är en spindeldjursart som först beskrevs av Beier 1955.  Ideoblothrus fenestratus ingår i släktet Ideoblothrus och familjen spinnklokrypare. Inga underarter finns listade i Catalogue of Life.